# Austrochaperina polysticta
Espèce
Synonymes
- Chaperina polysticta Méhely, 1901

Statut de conservation UICN

 DD  : Données insuffisantes
Austrochaperina polysticta est une espèce d'amphibiens de la famille des Microhylidae.

## Répartition
Cette espèce est endémique de Papouasie-Nouvelle-Guinée. Elle n'est connue que par l'unique spécimen décrit en 1901 et qui avait été collecté dans la péninsule Huon à une altitude non précisée,.

## Description
Le spécimen décrit mesurait 16,5 mm.

## Publication originale
- Méhelÿ, 1901 : Beiträge zur Kenntnis der Engystomatiden von Neu-Guinea. Természetrajzi Füzetek, vol. 24, p. 169–271 (texte intégral).